# DyN
DyN (Agencia Diarios y Noticias) fue una agencia privada de noticias argentina, fundada por un grupo de 20 diarios argentinos. 

## Historia
Comenzó su actividad el 15 de marzo de 1982, cómo un desprendimiento de la agencia Noticias Argentinas. La agencia proveía noticias y fotos a cientos de abonados, entre diarios, radios y canales de televisión. Sus accionistas mayoritarios fueron empresas de medios gráficos como Clarín y La Nación, ambos de la ciudad de Buenos Aires y del interior, como el Diario Río Negro y La Gaceta de Tucumán. Los rumores sobre su cierre comenzaron a mediados del 2017, para ser confirmados tras la publicación de un edicto en el Boletín Oficial anunciando el cierre de la agencia, lo que implicó dejar a más de 100 trabajadores de prensa en la calle.